# 八百津町立久田見小学校
八百津町立久田見小学校（やおつちょうりつ くたみしょうがっこう）は岐阜県加茂郡八百津町にある公立の小学校。

## 通学区域
- 通学区域は久田見、上吉田、福地であり、公立中学校の進学先は八百津町立八百津東部中学校である[2]。

## 沿革
- 1873年（明治6年） - 久田見村に青柳義校が開校。
- 1885年（明治18年） - 青柳校に改称する。
- 1888年（明治21年） - 久田見尋常小学校に改称する。
- 1892年（明治25年） - 久田見中尋常小学校に改称する。
- 1897年（明治30年）4月1日 - 上吉田村と久田見村が合併し、久田見村が発足。
- 1898年（明治31年） - 久田見南尋常小学校を統合する。同時に久田見第一尋常小学校に改称する。大平支校を設置。。
- 1901年（明治34年） - 中盛尋常小学校に改称する。大平支校が大平尋常小学校として独立する。
  - 校区変更により、久田見第二尋常小学校嵩分教場が久田見第二尋常小学校から大平尋常小学校に移り、大平尋常小学校坂上分教場となる。
- 1901年（明治34年） - 中盛尋常小学校が久田見尋常小学校と改称。現在地に新築移転。
- 1903年（明治36年） - 農業補習学校を附設する。
- 1908年（明治41年） - 大平尋常小学校が久田見尋常小学校に統合される。
- 1910年（明治43年） - 大平分教場を設置。
- 1941年（昭和16年）4月1日 - 久田見国民学校に改称する。
- 1947年（昭和22年）4月1日 - 久田見村立久田見小学校に改称する。
- 1950年（昭和25年）3月 - 火災で校舎を全焼する。
- 1951年（昭和26年）4月 - 校舎を再建する。
- 1956年（昭和31年）9月30日 - 久田見村が八百津町に編入される。同時に八百津町立久田見小学校に改称する。
- 1957年（昭和32年）12月 - 校舎（後の北舎）が完成する。
- 1965年（昭和40年）
  - 4月 - 坂上分校を廃止。
  - 9月 - 大平分校を廃止。
- 1971年（昭和46年）8月 - プールが完成する。
- 1982年（昭和57年）3月 - 新校舎が完成する。
- 1994年（平成6年）9月 - 新プールが完成する。
- 1999年（平成11年）1月 - 新体育館が完成する。
- 2010年（平成22年）3月31日 - 福地小学校を統合する。